# María del Pilar del Río Sánchez
María del Pilar del Río Sánchez (Castril, 15 de març de 1950) és una periodista i traductora espanyola.

## Trajectòria
En 1986 coneix l'escriptor portuguès José Saramago, i s'hi casa el 1988. Ha traduït algunes de les seves obres al castellà. Després de viure uns anys a Lisboa, el 1993 es traslladen a Tías, a Lanzarote, a les Illes Canàries, on viuran junts fins a la mort de Saramago el 2010.

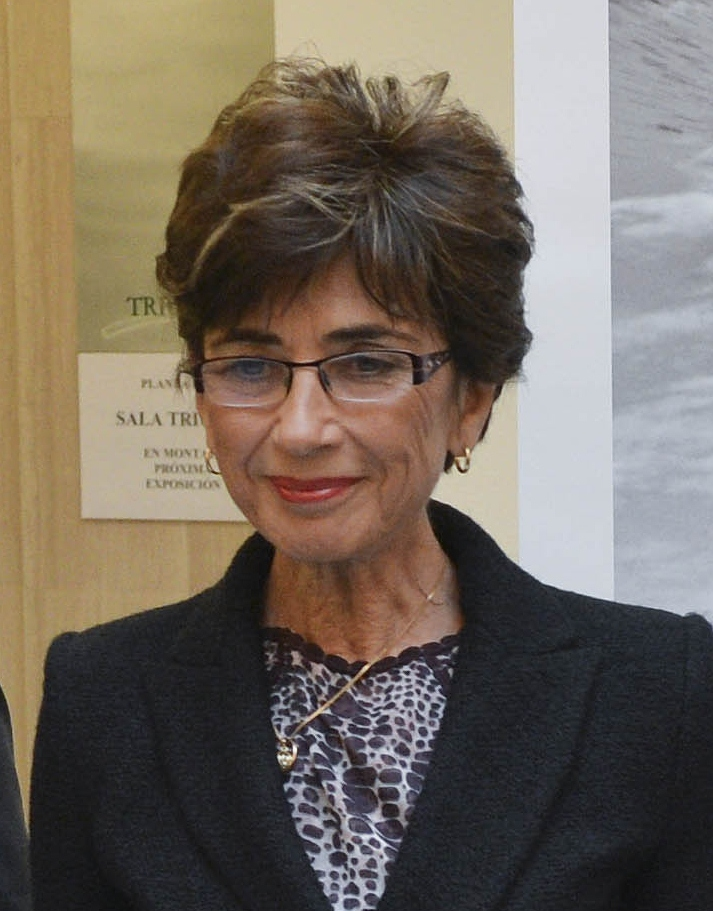
Pilar del Río en 2015

El 2010 s'estrena José y Pilar, un documental dirigit per Miguel Gonçalves Mendes on és retratada junt a José Saramago durant més de dos anys, mostrant la seva vida personal i professional al costat de l'escriptor portuguès. També Alfaguara publicaria posteriorment el llibre José y Pilar. Conversaciones inéditas amb moltes de les entrevistes realitzades per al film.
Actualment presideix la Fundació José Saramago, amb seu a Lisboa. El 2010, després de la mort del seu marit, va sol·licitar la nacionalitat portuguesa i li fou concedida.

## Obra
- La intuición de la isla: Los días de José Saramago en Lanzarote (Itineraria Editorial, 2022).[6]

## Premis i reconeixements
- Al novembre de 2016 va obtenir el premi Luso-Espanyol d'Art i Cultura 2016 concedit pel Ministeri de Cultura i Esport espanyol per la seva feina com a creadora i presidenta de la Fundació Saramago.[7][8]
- Medalla d'Andalusia 2016.[9]
- Al juny de 2023 va rebre el Premi 'El Ojo Crítico' 2022 de RNE a la categoria Premi Iberoamericà.[10]